# Adam Pearson (Schauspieler)

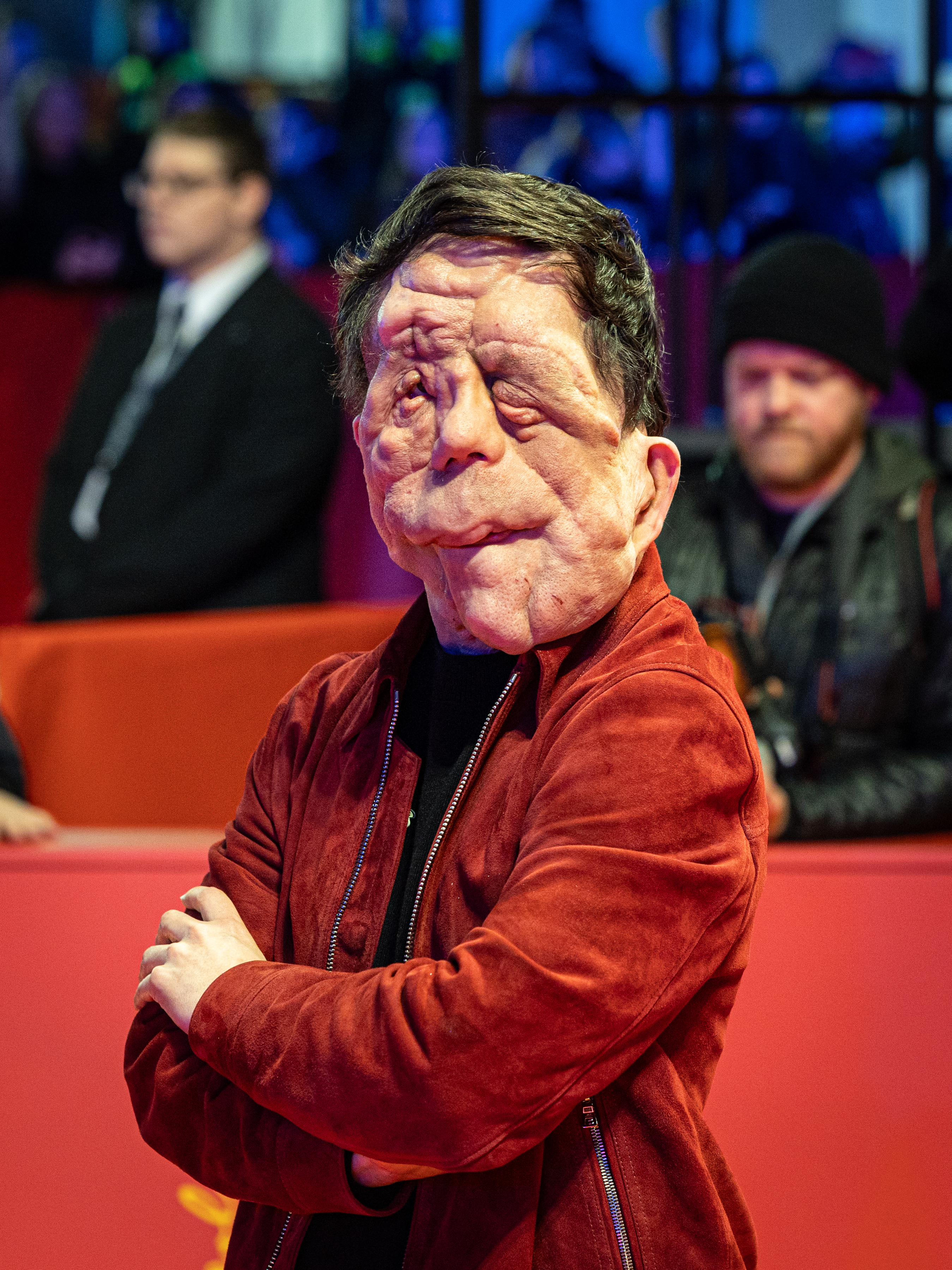
Adam Pearson (2024)

Adam Pearson (* 6. Januar 1985 in Croydon, London, England) ist ein britischer Schauspieler.

## Leben
Pearson wurde am 6. Januar 1985 in Croydon als Sohn von Marilyn und Patrick Pearson geboren. Er hat einen Zwillingsbruder, der bisher in zwei Kurzfilmen als Schauspieler zu sehen war. Seit seinem fünften Lebensjahr leidet er an Neurofibromatose. An der University of Brighton erlangte er seinen Bachelor-Abschluss in Business Management. Heute ist er in Addiscombe, im südlichen London, wohnhaft. Er lebt als gläubiger Christ und äußerte sich in einem Interview mit Sally Phillips über die Vereinbarkeit seines Glaubens mit seiner Behinderung. Dabei bemerkte er: „Ein Leben ohne Not ist ein Leben ohne Glauben. Wie können Sie Ihren Glauben praktizieren, wenn Sie nicht durchs Feuer gehen?“
Nach seinem Studium folgten erste Mitwirkungen in Reality-Fernsehserien wie The Undateables und Beauty and the Beast. Er gab 2013 in der Filmproduktion Under the Skin – Tödliche Verführung sein Filmschauspieldebüt. 2015 folgten Rollen in den Kurzfilmproduktionen Rodentia und Odd Man Out. 2018 verkörperte er die männliche Hauptrolle des Rosenthal im Film Chained for Life.
2024 stellte er im Film A Different Man die größere Rolle des Oswald dar. Für seine dortigen Leistungen wurde er unter anderen für den Independent Spirit Award nominiert. 

## Filmografie (Auswahl)
- 2013: Under the Skin – Tödliche Verführung (Under the Skin)
- 2015: Rodentia (Kurzfilm)
- 2015: Odd Man Out (Kurzfilm)
- 2018: Chained for Life
- 2022: Ruby Splinter
- 2024: A Different Man